# Order of Merit (Jamaika)

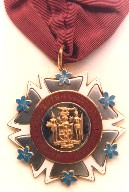
Das Ordenszeichen des Order of Merit

Der Order of Merit ist ein jamaikanischer Orden. Er kann an jamaikanische Staatsbürger verliehen werden, die sich hervorragende Verdienste auf den Feldern der Wissenschaft, Kunst, Kultur oder anderer Leistungen erworben haben. Ausländische Staatsbürger können zu Ehrenmitgliedern ernannt werden. Ursprünglich war der Order of Merit ein am 18. Juli 1969 mit dem National Honours and Awards Act vom jamaikanischen Parlament eingeführter Orden, der als dritthöchster jamaikanischer Orden an ausländische Staatsoberhäupter und Regierungschef verliehen wurde, bis dafür im Jahr 2002 der Order of Excellence neu geschaffen wurde.
Der Order of Merit wird pro Jahr an höchstens zwei Personen verliehen und die Anzahl der Mitglieder soll auf 15 Personen begrenzt bleiben, wobei die ausländischen Ehrenmitglieder nicht mitgerechnet werden. Das Motto des Ordens ist „He that does truth comes into the light“ (deutsch: „Wer die Wahrheit tut, kommt zum Licht“). Die Mitglieder sind berechtigt, das Ordenszeichen zu tragen, die Anrede für die Mitglieder lautet „The Honourable“. Zudem sind sie befugt, ihrem Namen die Buchstaben OM (sogenannte post-nominals) nachzustellen.

## Ordenszeichen
Das Ordenszeichen des Order of Merit besteht aus einem am Hals getragenen, von einem kastanienbraunen, seidenen Ordensband gehaltenen, sechsarmigen, zwölfzackigen Stern aus weißem Email mit einem daraufliegenden, ähnlich geformten silbernen Stern. Zwischen den äußeren Spitzen befindet sich jeweils eine blaue Lignum vitae (Guaiacum officinale), die jamaikanische National-Blume. In der Mitte liegt das jamaikanische Staatswappen in Gold auf silbernem Grund, umgeben vom Ordensmotto in goldenen Buchstaben auf rotemailliertem Grund. 

## Mitglieder
Sofern angegeben ist in Klammern das Jahr der Verleihung genannt.
- James „Jimmy Cliff“ Chambers, Reggae-Sänger, Songwriter und Schauspieler (2003)[4]
- Anthony Abraham Chen (2008)[5]
- Albert Belville Lockhart
- Meredith Alister McIntyre, ehemaliger Vizekanzler der University of the West Indies, Generalsekretär der Karibischen Gemeinschaft (CARICOM); Bürger Grenadas
- Mervyn Eustace Morris (2009)[6]
- Orlando Patterson (2020) Soziologe und Autor
- Edward Robinson (2008)[5]
- Derek Alton Walcott, Dichter, Dramatiker, Journalist und Maler; Bürger von St. Lucia
- Manley Elisha West
- Willard Wentworth White, Opernsänger und Schauspieler
- Cicely Delphine Williams

### Verstorbene Mitglieder
- Fidel Castro, Präsident Kubas
- Louise Simone Bennett-Coverley, Schriftstellerin (2001)[7]
- William Knibb, baptistischer Geistlicher; Bürger des Vereinigten Königreichs
- Thomas Phillip Lecky
- Edna Manley, Bildhauerin und Malerin
- Michael Norman Manley, Premierminister Jamaikas
- Robert Nesta „Bob“ Marley, Reggae-Musiker (1981)[8]
- Herbert Henry „Herb“ McKenley, Leichtathlet und Olympiasieger (2004)[9]
- Ralston „Rex“ Milton Nettleford, Vizekanzler der University of the West Indies, Gründer und künstlerischer Leiter der National Dance Theatre Company Jamaikas (1975)[10]
- Shridath Surendranath Ramphal, Generalsekretär des Commonwealth of Nations; Bürger Guyanas
- Mary Seacole, Krankenschwester (1990, posthum)[11]
- Phillip Manderson Sherlock, Vizekanzler der University of the West Indies
- Michael Garfield Smith, Professor für Anthropologie, University College, London
- Carl Ebenezer McDougall Stone, Professor für politische Soziologie, University of the West Indies
- Peter Tosh, Reggae-Musiker (2012, posthum)[12]
- Bunny Wailer, Reggae-Musiker (2017)[13]